# MTV Europe Music Award pro nejlepší švýcarský počin
Seznam výherců a nominovaných MTV Europe Music Awards v kategorii Nejlepší švýcarský umělec.

## 2000 - 2009
| Rok  | Vítěz                | Nominovaní                               |
| ---- | -------------------- | ---------------------------------------- |
| 2009 | Blue Cold Ice Creams | - Lovebugs - Phenomden - Ritschi - Seven |

## 2010 - 2019
| Rok  | Vítěz                 | Nominovaní                                                          |
| ---- | --------------------- | ------------------------------------------------------------------- |
| 2010 | Blue Cold Ice Creams  | - Baschi - Lunik - Marc Sway - Stefanie Heinzmann                   |
| 2011 | Blue Cold Ice Creams  | - Adrian Stern - Baschi - Myron - TinkaBelle - Blue Cold Ice Creams |
| 2012 | Blues Cold Ice Creams | - 77 Bombay Street - Mike Candys - Remady - Stress                  |